# San Isidro de Grecia
San Isidro es uno de los 7 distritos del cantón de Grecia, en la provincia de Alajuela, de Costa Rica.

## Ubicación
Ubicado en las afueras del Valle Central, limita con el distrito de Toro Amarillo del cantón de Sarchí al norte, al sur con el distrito de Grecia, al este con el distrito de San José, y al oeste con el distrito de San Roque. 

## Geografía
San Isidro cuenta con un área de 16,83 km² y una altitud media de 1290 m s. n. m.
En su mayoría son colinas y llanuras que cubren todo su territorio, pero hacia el norte es más montañoso. 

## Demografía
Para el año 2022, San Isidro cuenta con una población estimada de 6844 habitantes, y para el último censo efectuado, en 2011, San Isidro contaba con una población de 5949 habitantes. Esto da como resultado una densidad de población de 428,75

## Localidades
- Barrios: Primavera.
- Poblados: Alfaro, Bajo Achiote, Camejo, Coopevictoria, Corinto, Higuerones,El Gran Mesón, Mojón, Quizarrazal y Los Bajos de Rosales

## Transporte

### Carreteras
Al distrito lo atraviesan las siguientes rutas nacionales de carretera:
- Ruta nacional 107
- Ruta nacional 120
- Ruta nacional 711